# René Van Becelaere
René Van Becelaere (11 maart 1964) is een Belgisch voormalig voetballer die speelde als aanvaller.

## Carrière
Van Becelaere speelde voor KFC Winterslag, Waltwilder VV, KRC Genk, KSV Waregem, Racing Mechelen en FC Beringen.